# Tommaso Pecci
Tommaso Pecci (Siena, 1576 - 1606) fou un compositor i madrigalista italià.
Fou un notable madrigalista i autor d'obres religioses, signava totes les seves produccions amb el pseudònim de L'Invaghito, que li degué assignar l'Academia dei Filomeli.
D'aquest autor es publicaren, molt estimada en el seu temps, dos llibres de madrigals i un altre de música religiosa. En la Biblioteca Nacional de Berlín s'hi conserva en manuscrit un quadern de música eclesiàstica i profana.